# Quinta do Sol
Quinta do Sol ist ein brasilianisches Munizip im Bundesstaat Paraná. Es hat 5.001 Einwohner (2022), die sich Quinta-Solenser nennen. Seine Fläche beträgt 326 km². Es liegt 395 Meter über dem Meeresspiegel.

## Etymologie
Es wird angenommen, dass der Ortsname als Hommage der Gründer an das Dorf Quinta do Sol in Portugal entstanden ist.
Der Volksmund erzählt jedoch, dass es einmal eine lange Periode ohne Sonne gab. Die Sonne (portugiesisch: sol) kam erst an einem Donnerstag (portugiesisch: quinta oder quinta-feira) wieder heraus, wodurch der Name des Dorfes entstanden sei.
Eine dritte Deutung hat schließlich Eingang in das Wappen der Stadt gefunden. Das Wort quinta bedeutet in Portugal nicht nur die fünfte, sondern auch großer Bauernhof, und sol ist der fünfte Ton der Tonleiter (do re mi fa sol la si). Das Wappen enthält die Darstellung eines sonnenbeschienenen Bauernhofs und die musikalische Notation des sol (g) im  Violinschlüssel.

## Geschichte

### Besiedlung
Um 1949 kamen die Pioniere Pedro Miguel und Pedro dos Santos mit ihren Familien in die Region und begannen mit der Kultivierung von fruchtbarem Land im Tal des Ivaí, wo das Dorf Quinta do Sol entstehen sollte.
Mit der Nachricht von der Fruchtbarkeit des Bodens, dem Reichtum an Hartholz und dem Beginn der Kolonisierung wurden in den 1950er und 1960er Jahren viele weitere Familien angezogen. Die meisten waren portugiesischer Herkunft und stammten aus São Paulo, Minas Gerais und dem Nordosten Brasiliens. Hinzu kam eine starke japanische Kolonisierung. Schon bald wurde die Region für ihre hervorragende Minz- und Ramieproduktion bekannt.

### Erhebung zum Munizip
Quinta do Sol wurde durch das Staatsgesetz Nr. 4778 vom 29. November 1963 aus Fênix ausgegliedert und in den Rang eines Munizips erhoben. Es wurde am 14. Dezember 1964 als Munizip installiert.

## Geografie

### Fläche und Lage
Quinta do Sol liegt auf dem Terceiro Planalto Paranaense (der Dritten oder Guarapuava-Hochebene von Paraná). Seine Fläche beträgt 326 km². Es liegt auf einer Höhe von 395 Metern.

### Vegetation
Das Biom von Quinta do Sol ist Mata Atlântica.

### Klima
Das Klima ist warm und gemäßigt. Es werden hohe Niederschlagsmengen verzeichnet (1607 mm pro Jahr). Die Klimaklassifikation nach Köppen und Geiger lautet Cfa. Im Jahresdurchschnitt liegt die Temperatur bei 21,1 °C.

### Gewässer
Quinta do Sol liegt im Einzugsgebiet des Rio Ivaí, der die nordöstliche Grenze des Munizips bildet. Zu ihm fließt von links der Rio Mourão auf der nordwestlichen Grenze des Munizips. Unmittelbar am Hauptort vorbei fließt der Ribeirão Ariranha von Südwest nach Nordost zum Rio Ivaí.

### Straßen
Quinta do Sol ist über die PR-082 mit Engenheiro Beltrão im Westen und Fênix im Osten verbunden.

### Nachbarmunizipien
|                    |                                             | Itambé |
| Engenheiro Beltrão | Kompassrose, die auf Nachbargemeinden zeigt |        |
| Peabiru            |                                             | Fênix  |

## Stadtverwaltung
Bürgermeister: Leonardo Lazzaretti Romero, PSD (2021–2024)
Vizebürgermeister: Lucas Florencio de Almeida, PP (2021–2024)

## Demografie

### Bevölkerungsentwicklung
| Jahr | Einwohner | Stadt | Land |
| ---- | --------- | ----- | ---- |
| 1970 | 15.891    | 11 %  | 89 % |
| 1980 | 7.688     | 35 %  | 65 % |
| 1991 | 5.599     | 60 %  | 40 % |
| 2000 | 5.759     | 60 %  | 40 % |
| 2010 | 5.088     | 75 %  | 25 % |
| 2022 | 5.001     |       |      |

Quelle: IBGE (2011) und Volkszählung 2022

### Ethnische Zusammensetzung
| Gruppe * | 1991    | 2000    | 2010    | wer sich als …                                                                   |
| --- | ------- | ------- | ------- | -------------------------------------------------------------------------------- |
| Weiße | 49,0 %  | 59,7 %  | 47,3 %  | weiß bezeichnet                                                                  |
| Schwarze | 2,2 %   | 1,7 %   | 4,4 %   | schwarz bezeichnet                                                               |
| Gelbe | 1,6 %   | 0,5 %   | 1,8 %   | von fernöstlicher Herkunft wie japanisch, chinesisch, koreanisch etc. bezeichnet |
| Braune | 47,2 %  | 37,7 %  | 46,2 %  | braun oder als Mischung aus mehreren Gruppen bezeichnet                          |
| Indigene | 0,0 %   | 0,2 %   | 0,3 %   | Ureinwohner oder Indio bezeichnet                                                |
| ohne Angabe | 0,0 %   | 0,2 %   | 0,0 %   |                                                                                  |
| Gesamt | 100,0 % | 100,0 % | 100,0 % |                                                                                  |
| *) Anmerkung: Das IBGE verwendet für Volkszählungen ausschließlich diese fünf Gruppen. Es verzichtet bewusst auf Erläuterungen. Die Zugehörigkeit wird vom Einwohner selbst festgelegt. |         |         |         |                                                                                  |

Quelle: IBGE (Stand: 1991, 2000 und 2010)